# Pharantzem
Pharantzem  (morte en 370) est une reine d’Arménie, la seconde épouse du roi Arshak II et mère du roi Pap.

## Biographie
Pharantzem est la fille d’Andovk II (mort en 384/385), prince de Siounie de la dynastie des Haykides, et l’épouse de Gnel ou Gounel, fils de Terdat, le neveu du roi.
Subjugué par sa beauté, ce dernier n’hésite pas à faire périr Gnel en 359 pour s’approprier sa femme. De son côté, Pharantzem fait empoisonner la romaine Olympias, qui était l’épouse légitime d’Archak II. Ces crimes sont à l’origine de la malédiction de la lignée des Arsacides par Nersès Ier le Grand.
La nouvelle reine met à profit son influence pour favoriser sa famille. Les chroniques arméniennes rédigées d’après la tradition ecclésiastique soulignent longuement la très mauvaise influence de Pharantzem sur son époux.  La reine est même accusée d’avoir voué son fils Pap aux devs (mauvais esprits) dès sa naissance.
Après la capture du roi Arshak II en 368, Shapur II de Perse envoie une armée prendre possession de l’Arménie. Pharantzem, réfugiée dans la forteresse d’Artakert qui renferme une forte garnison et le trésor royal, organise la résistance. Dans un premier temps, elle séduit même les deux commandants de l’armée perse et repousse une première attaque. Elle envoie alors son fils Pap se réfugier chez les Romains.
Les Perses ayant de nouveau investi Artakert, la forteresse doit se rendre après quatorze mois de siège à la suite d’une épidémie qui décime les défenseurs. Pharantzem, capturée avec le trésor royal, est déportée en Iran. Selon Faustus de Byzance, la reine est alors traitée ignominieusement par Shapur II. Le roi, voulant humilier la nation arménienne, rassemble devant ses troupes tous les prisonniers et leur présente leur souveraine. Pharantzem est ensuite « jetée dans un lieu préparé d’avance pour cela et elle fut livrée à des hommes » avant d’être exécutée.